# Cardiocladius congregatus
Cardiocladius congregatus är en tvåvingeart som först beskrevs av Tomosvary 1883.  Cardiocladius congregatus ingår i släktet Cardiocladius och familjen fjädermyggor. Inga underarter finns listade i Catalogue of Life.